# Live at the Bedford
Live at the Bedford é um extended play gravado pelo músico britânico Ed Sheeran ao vivo no seu concerto no The Bedford, localizado no bairro sul-londrino de Wandsworth. Foi primeiramente divulgado independentemente pelo músico em 2010, tendo sido relançado pela distribuidora fonográfica Atlantic, na qual Sheeran estava assinado, em Dezembro de 2011 para que fosse incluso no box set 5 em formato de disco de vinil de 12 polegadas vermelho.

## Alinhamento de faixas
Todas as faixas foram compostas por Ed Sheeran, excepto onde anotado.
1. "The A Team" — 5:26
2. "Homeless" (Anna Krantz, E. Sheeran) — 3:45
3. "The City" (E. Sheeran, Jake Gosling) — 5:08
4. "Fall" (Amy Wadge, E. Sheeran) — 2:31
5. "Wake Me Up" — 5:01
6. "You Need Me, I Don't Need You" (com participação de Random Impulse) — 9:48

## Créditos e pessoal
Os dados seguintes foram adaptados do encarte do disco de vinil de Live at the Bedford (2011):
Créditos
- Gravado no The Bedford em Balham, Londres, ING;
- Misturado no Sticky Studios em Surrey, Sudeste da Inglaterra;
- Masterizado no Sticky Studios em Surrey, Sudeste da Inglaterra

Pessoal
- Ed Sheeran — capa, vocais principais, composição
- Sophie Pringle — vocais de apoio
- Leddra Chapman — vocais de apoio
- Neal Flynn — baixo
- The Remedies — bateria
- Adrian Brudney — guitarra
- Louis Essuman — teclado
- Jake Gosling — masterização, mistura, composição
- Amy Wadge — composição
- Anna Krantz — composição
- David Angel — fotografia
- Ash 'Remedy' Roye — saxofone